# 清水河 (西汉水支流)
清水河，是中国长江流域的一条河流，汇入西汉水，属于嘉陵江水系。河长83千米，流域面积1638平方千米，多年平均流量10立方米每秒。自然落差1452米。